# Regiões do Togo
Togo é dividido em cinco regiões (régions, singular région) (capitais entre parênteses):
- Centrale (Sokodé)
- Kara (Kara)
- Maritime (Tsévié)
- Plateaux (Atakpamé)
- Savanes (Dapaong)

As regiões são divididas em 30 prefeituras e 1 comuna.